# Isca Dumnoniorum

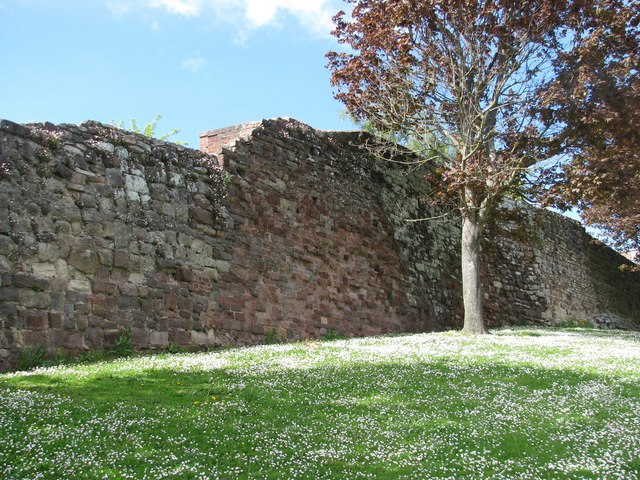
Stadsmuren van Exeter; deels middeleeuws.

Isca Dumnoniorum was een stad in de Romeinse provincie Britannia. In de voor-Romeinse periode was het de hoofdstad van de stam van de Dumnonii. De overblijfselen van Isca Dumnoniorum liggen begraven onder de huidige stad Exeter in het graafschap Devon. Een groot badcomplex is in de jaren 70 opgegraven. 
In de jaren vijftig van de 1e eeuw richtte het Romeinse legioen Legio II Augusta hier een vestiging op. Het legioen bleef ongeveer twintig jaar in Isca Dumnoniorum gelegerd totdat het hoofdkwartier van het legioen werd verplaatst naar Isca Augusta, in het huidige zuidoosten van Wales. 
De stadsmuren van Exeter zijn nog voor ruim 70% in tact. Zij begrenzen de omtrek van de stad Isca Dumnoniorum.